# Suin (Fluss)
Der Suin ist ein Fluss in Frankreich, der im Département Indre in der Region Centre-Val de Loire verläuft. Er entspringt im Regionalen Naturpark Brenne, im Gemeindegebiet von Migné, aus dem Stausee Étang de Dauvigné, entwässert generell in westlicher Richtung durch die seenreiche Landschaft Brenne und mündet nach rund 36 Kilometern an der Gemeindegrenze von Tournon-Saint-Martin und Tournon-Saint-Pierre, die auch die Grenze zum benachbarten Département Indre-et-Loire bildet, als rechter Nebenfluss in die Creuse.

## Orte am Fluss
- Rosnay
- Douadic
- Tournon-Saint-Martin
- Tournon-Saint-Pierre